# Twinkling Watermelon
Twinkling Watermelon (en hangul, 반짝이는 워터멜론; romanización revisada, Banjjag-ineun Woteomellon; literalmente, «Sandía chispeante») es una serie de televisión surcoreana dirigida por Son Jeong-hyeon y Yoo Beom-sang, y protagonizada por Ryeoun, Choi Hyun-wook, Seol In-ah y Shin Eun-soo. Se emitirá por el canal tvN desde el 25 de septiembre hasta el 14 de noviembre de 2023, los lunes y martes a las 20:50 horas (KST). También estará disponible en la plataforma Viki para algunas regiones del mundo.

## Sinopsis
Ha Eun-kyul es un joven con talento para la música, el único que puede oír en una familia de personas con sordera. Es un estudiante modelo por el día, y por las noches toca la guitarra en un grupo musical. Una noche de dos lunas viaja en el tiempo hasta abril de 1995, y se encuentra con su padre, ahora coetáneo, además de entablar amistad con una chica misteriosa. Se entera de que el primer amor de su padre no fue su madre, sino otra mujer, Se-kyung.

## Reparto

### Principal
- Ryeowoon como Ha Eun-kyul, el hijo oyente en una familia de sordos. Perfecto estudiante modelo durante el día, por la noche lleva una doble vida como guitarrista en una banda.[7][8][9]
  - Jung Hyun-joon como Eun-kyul de niño.[10]
- Choi Hyun-wook como Ha Yi-chan, un hombre de sangre caliente que parece salido de una alegre caricatura.[4][8]
  - Choi Won-young como Yi-chan a los 46 años.
- Seol In-ah como Choi Se-kyung/On Eun-yoo. Choi Se-kyung es la diosa del violonchelo de la escuela secundaria de artes Seowon. Es conocida como la musa de todos, por su belleza inocente y su aura elegante, que parece salida de la escena de una película. On Eun-yoo es la hija de Se-kyung, a la que se parece extraordinariamente.[8][11]
  - Lee So-yeon como Choi Se-kyung a los 46 años.[12]
- Shin Eun-soo como Yoon Chung-ah, una persona fría y altiva, que nació sorda. Sueña con una vida brillante frente a la adversidad.[8][13][14]
  - Seo Young-hee como Chung-ah a los 46 años.

### Secundario

#### Miembros del grupo First Love Memory Operation Team
- Ahn Do-gyu como Oh Ma-joo, representante del grupo y amigo de la infancia de Yi-chan.[15]
  - Kim Hyung-beom como Oh Ma-joo en 2023.
- Yoon Jae-chan como Kang Hyun-yool, bajista.[16]
  - Song Chang-eui como Kang Hyeon-yool en 2023 (aparición especial, ep. 16).[17]
- Lee Ha-mi como Lee Si-kook, baterista.[15]
  - Ryu Soo-young como Lee Si-kook en 2023 (aparición especial, ep. 16).[18]
- Lee Soo-chan como Noh Se-beom, teclista.[19]
  - Jin Tae-hyun como Noh Se-beom en 2023 (aparición especial, ep. 16).[17]

#### Entorno de Eun-kyul
- Choi Won-young como el padre de Eun-kyul.[20]
- Seo Young-hee como la madre de Eun-kyul.[21]
- Bong Jae-hyun como Ha Eun-ho, el hermano mayor de Eun-kyul, también con sordera.[22][23]

#### Snail Boarding House
- Ko Doo-shim como Ko Yang-hee, abuela de Yi-chan y propietaria de una pensión.[24][25]
- Lee Seok-hyung como Jung Bal-san, estudiante universitario de diseño de moda en la pensión de la abuela de Yi-chan.[26]

#### Grupo de Eun-kyul
- Chun Ho-jin como abuelo de Viva, propietario de la tienda de instrumentos musicales Viva Music, maestro y mentor de Eun-kyul.[22]
- Jung Sang-hoon como el maestro de la sospechosa tienda de instrumentos musicales Lavida Music.[22]
- Park Ho-san como Choi Hyun, propietario de la tienda de instrumentos de segunda mano Baekya Music.
- Woo Je-yeon como On Ji-hwan, estudiante de segundo año en la Facultad de Medicina de la Universidad de Myungsae, vocalista y guitarrista de la banda Golden Mess.

#### Gente de Jinsung Musical Instruments
- Kim Tae-woo como Yoon Geon-hyung, el padre de Chung-ah, presidente de Jinsung Musical Instruments.[27]
- Kim Joo-ryoung como Im Ji-mi, la ambiciosa madrastra de Chung-ah, presidenta de la Fundación de la Escuela Secundaria de Artes Seowon.[28][29]
- Kwon Do-hyung como Yoon Joo-yeop, hijo de Im Ji-mi y hermanastro de Chung-ah.
- Lee Soo-min como Yoon Sang-ah, hija de Im Ji-mi y hermanastra de Chung-ah, estudiante de arte en la Escuela Secundaria de Artes Seowon.[30]
  - Woo Jung-won como Yoon Sang-ah de adulta (ep. 7).

#### Otros
- Koo Jun-hoe como Koo Joon-hyung, vocalista principal del grupo Spine 9. Cuando ve el talento musical de Eun-kyul, intenta reclutarlo para su banda.[31]
- Yeon Oh como Jung Ji-oh, bajista de la banda Spine 9.[32]
- Han Min como Bae Soo-tak, baterista de la banda Spine 9.
- Kim Joon-hyung como Yoon Dong-jin, un guitarrista legendario del rock coreano.

### Apariciones especiales
- Yoon Do-hyun como Yoon Dong-jin en 2023.[33]
- Kim Hae-jun como Choi Jun, pinchadiscos en un restaurante de tteokbokki.[34]

## Producción
La serie tiene un presupuesto de 15 600 millones de wones, según el contrato de producción y suministro que Pan Entertainment anunció haber firmado con Studio Dragon en septiembre de 2023.
Twinkling Watermelon está escrita por Jin Soo-wan, que firmó también los guiones de The Moon Embracing the Sun (2012), Kill Me Heal Me (2015) y Chicago Typewriter (2017), dirigida por Son Jeong-hyun, Yoo Beom-sang, planeada por Studio Dragon, y producida por Pan Entertainment.
El 18 de agosto de 2023 se publicaron imágenes de la lectura del guion; el 22 se lanzó el primer tráiler de la serie, seis días después el segundo, y el 4 de septiembre el tercero. El 6 de septiembre se difundieron los carteles, que representan a un grupo de jóvenes en la playa con el motivo de la sandía en primer plano, y que alimentaron especulaciones sobre el motivo del título de la serie y la razón por la que se describe a la juventud como una «sandía reluciente».

## Audiencia
| Temporada | Temporada | Episodio número | Episodio número | Episodio número | Episodio número | Episodio número | Episodio número | Episodio número | Episodio número | Episodio número | Episodio número | Episodio número | Episodio número | Episodio número | Episodio número | Episodio número | Episodio número | Promedio |
| Temporada | Temporada | 1               | 2               | 3               | 4               | 5               | 6               | 7               | 8               | 9               | 10              | 11              | 12              | 13              | 14              | 15              | 16              | Promedio |
| --------- | --------- | --------------- | --------------- | --------------- | --------------- | --------------- | --------------- | --------------- | --------------- | --------------- | --------------- | --------------- | --------------- | --------------- | --------------- | --------------- | --------------- | -------- |
|           | 1         | 644             | 664             | 738             | 1040            | 808             | 801             | 803             | 694             | 860             | 788             | 744             | 833             | 823             | 850             | 771             | 972             | 802      |

| Episodio | Fecha de emisión         | Índice de audiencia Nielsen Korea | Índice de audiencia Nielsen Korea |
| Episodio | Fecha de emisión         | Nacional                          | Seúl                              |
| --- | ------------------------ | --------------------------------- | --------------------------------- |
| 1 | 25 de septiembre de 2023 | 3,144 % (2.ª)                     | 3,503 % (2.ª)                     |
| 2 | 26 de septiembre de 2023 | 3,311 % (1.ª)                     | 3,387 % (2.ª)                     |
| 3 | 2 de octubre de 2023     | 3,441 % (1.ª)                     | 3,726 % (1.ª)                     |
| 4 | 3 de octubre de 2023     | 4,688 % (1.ª)                     | 4,805 % (1.ª)                     |
| 5 | 9 de octubre de 2023     | 3,689 % (1.ª)                     | 4,393 % (1.ª)                     |
| 6 | 10 de octubre de 2023    | 3,580 % (1.ª)                     | 4,106 % (1.ª)                     |
| 7 | 16 de octubre de 2023    | 3,551 % (1.ª)                     | 4,042 % (1.ª)                     |
| 8 | 17 de octubre de 2023    | 3,089 % (1.ª)                     | 2,922 % (2.ª)                     |
| 9 | 23 de octubre de 2023    | 3,718 % (1.ª)                     | 4,380 % (1.ª)                     |
| 10 | 24 de octubre de 2023    | 3,512 % (1.ª)                     | 3,738 % (1.ª)                     |
| 11 | 30 de octubre de 2023    | 3,264 % (1.ª)                     | 3,569 % (1.ª)                     |
| 12 | 31 de octubre de 2023    | 3,790 % (1.ª)                     | 4,236 % (1.ª)                     |
| 13 | 6 de noviembre de 2023   | 3,689 % (1.ª)                     | 4,179 % (1.ª)                     |
| 14 | 7 de noviembre de 2023   | 3,593 % (1.ª)                     | 4,050 % (1.ª)                     |
| 15 | 13 de noviembre de 2023  | 3,494 % (1.ª)                     | 3,802 % (1.ª)                     |
| 16 | 14 de noviembre de 2023  | 4,460 % (1.ª)                     | 4,458 % (1.ª)                     |
| Promedio | Promedio                 | 3,626 %                           | 3,957 %                           |
| - En la tabla superior, los números azules representan las calificaciones más bajas y los números rojos representan las más altas. - Esta serie se transmite en un canal de cable/televisión de pago, que normalmente tiene una audiencia menor respecto a las emisoras de televisión públicas/gratuitas (KBS, SBS, MBC y EBS). |                          |                                   |                                   |